# Khanate des Kaukasus

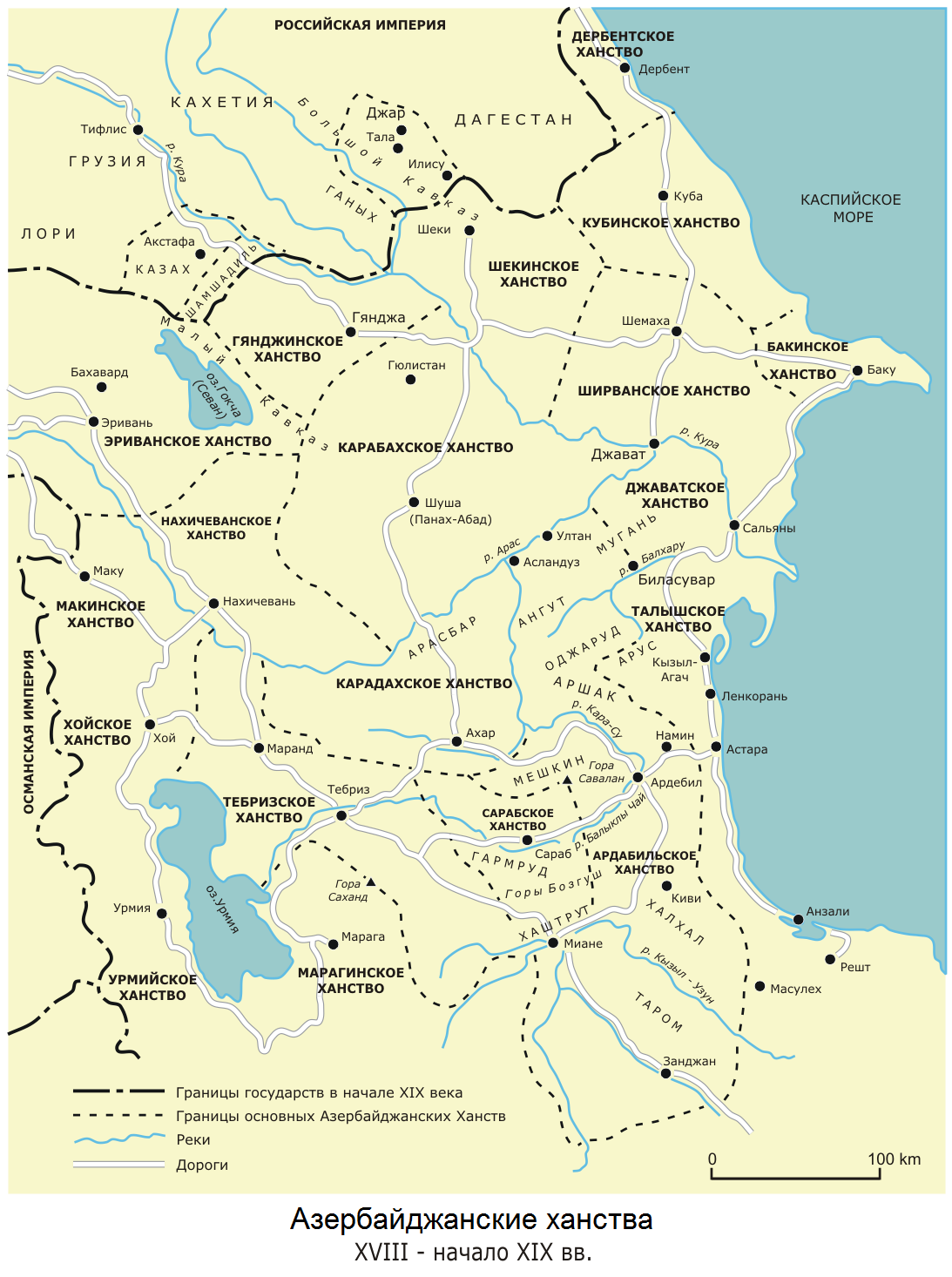
Aserbaidschanische Khanate im 18.–19. Jahrhundert

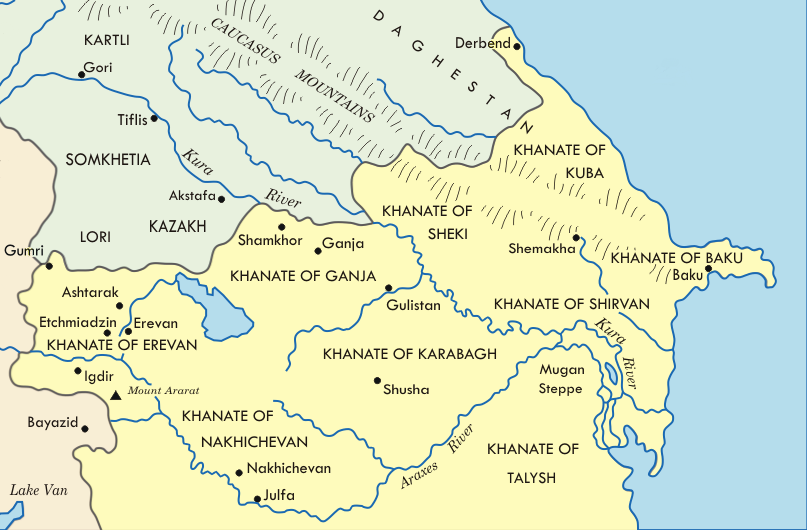
Karte der aserbaidschanischen Khanate im 19. Jahrhundert

Die Khanate von Aserbaidschan oder kaukasische Khanate sind die Khanate des Südkaukasus, die zwischen 1747 und 1844 faktisch unabhängig waren und hauptsächlich von türkischstämmigen (aserbaidschanischen) Dynastien regiert wurden.

## Geschichte
Nach dem Zerfall des Afschar-Reiches im Jahr 1747 entstanden im Südkaukasus Khanate unter aserbaidschanischer Herrschaft. Mit dem 1813 unterzeichneten Vertrag von Gulistan kamen sie unter die Souveränität des Russischen Reiches. Nach dem Tod von Nader Schah wurden die Khanate im Norden Aserbaidschans unabhängig und fielen nie wieder unter iranische Herrschaft. Sie behielten ihre Unabhängigkeit bis zur russischen Invasion im frühen 19. Jahrhundert.

## Liste der Khanate
- Khanat Ardabil
- Khanat Baku
- Sultanat Borchaly
- Khanat Gandscha
- Sultanat Gazach
- Khanat Derbent
- Khanat von Javad
- Sultanat Ilisou
- Khanat Jerewan
- Khanat Karabach
- Karadagh Khanat
- Khanat Quba
- Sultanat Goutgashe
- Khanat Maku
- Khanat Maraga
- Khanat Nachitschewan
- Khanat Sarab
- Khanat Talysch
- Khanat Täbriz
- Khanat Urmiya
- Khanat Khoi
- Khanat Chaki
- Khanat Schirwan